# جون هانسن (مجدف)
جون هانسن (بالدنماركية: John Hansen)‏ هو مجدف دنماركي، ولد في 8 أكتوبر 1938 في كوبنهاغن في الدنمارك.

## وصلات خارجية
- جون هانسن على موقع الاتحاد الدولي للتجديف (الإنجليزية)
- جون هانسن على موقع اللجنة الأولمبية الدولية (الإنجليزية)
- جون هانسن على موقع أوليمبيديا (الإنجليزية)